# Coleophora otidipennella
Coleophora otidipennella là một loài bướm đêm thuộc họ Coleophoridae. Nó được tìm thấy ở hầu hết châu Âu, Cận Đông và miền nam Palearctic ecozone.

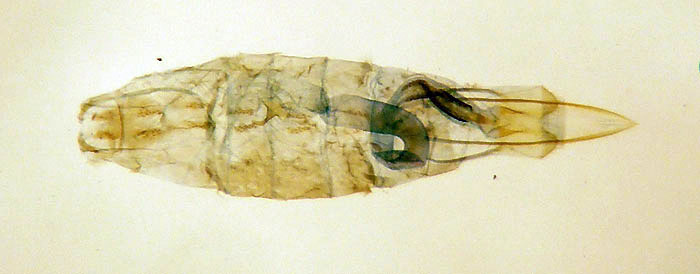

Sải cánh dài 10–12 mm. Con trưởng thành bay từ tháng 5 đến tháng 6.
Ấu trùng ăn the seeds of Luzula species, bao gồm Luzula campestris và Luzula multiflora. The larvae form a whitish or yellowish case.

## Hình ảnh

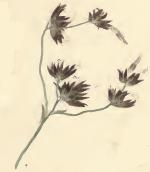
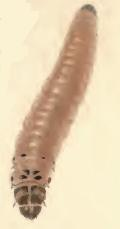
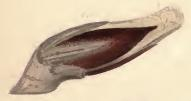